# Maureen Franco
Maureén Javier Franco Alonso (Durazno, Uruguay, 13 de diciembre de 1983) es un exfutbolista uruguayo que se desempeñaba como delantero. Su último club fue Sud América de la Segunda División Profesional de Uruguay.
Anotó 100 goles en el Campeonato Uruguayo, 4 por Torneo Intermedio y 9 en Segunda División.

## Clubes
| Club                          | País      | Año         | Goles |
| ----------------------------- | --------- | ----------- | ----- |
| Nacional                      | Uruguay   | 2002 - 2005 | 0     |
| Cerrito (cedido)              | Uruguay   | 2005        | 0     |
| Nacional                      | Uruguay   | 2006        | 0     |
| Cerrito (cedido)              | Uruguay   | 2007        | 2     |
| Montevideo Wanderers (cedido) | Uruguay   | 2007        | 0     |
| Tacuarembó (cedido)           | Uruguay   | 2008 - 2009 | 6     |
| Cerrito (cedido)              | Uruguay   | 2009        | 12    |
| Chacarita Juniors (cedido)    | Argentina | 2010        | 0     |
| Liverpool (cedido)            | Uruguay   | 2011        | 4     |
| River Plate (cedido)          | Uruguay   | 2011        | 7     |
| Cerrito (cedido)              | Uruguay   | 2011        | 3     |
| River Plate (cedido)          | Uruguay   | 2012        | 2     |
| Rampla Juniors                | Uruguay   | 2012 - 2013 | 1     |
| Sud América                   | Uruguay   | 2013        | 6     |
| Racing Olavarría              | Argentina | 2013 - 2014 | 3     |
| Sud América                   | Uruguay   | 2014 - 2015 | 12    |
| Beijing IT                    | China     | 2015 - 2016 | 1     |
| Cerro                         | Uruguay   | 2016 - 2018 | 38    |
| Liverpool                     | Uruguay   | 2019        | 3     |
| Cerro                         | Uruguay   | 2019        | 4     |
| Fénix                         | Uruguay   | 2020 - 2021 | 25    |
| Cerro                         | Uruguay   | 2022        | 2     |
| Sud América                   | Uruguay   | 2023        | 2     |

## Palmarés
| Competición        | Equipo      | País    | Año  |
| ------------------ | ----------- | ------- | ---- |
| Torneo Preparación | River Plate | Uruguay | 2012 |
| Copa Integración   | River Plate | Uruguay | 2012 |

### Distinciones individuales
| Distinción                                       | Año  |
| ------------------------------------------------ | ---- |
| Máximo goleador del Torneo Apertura (9 goles)    | 2010 |
| Máximo goleador del Torneo Preparación (5 goles) | 2012 |
| Máximo goleador del Torneo Clausura (11 goles)   | 2017 |